# Onthophagus chiapanecus
Onthophagus chiapanecus là một loài bọ cánh cứng trong họ Bọ hung (Scarabaeidae).